# Список глав Хорватии
В списке представлены главы государства Хорватии со времени, когда в 810 году на престол княжества хорватов (также известного как Приморская Хорватия) взошёл Борна — первый исторический князь Далмации (лат. Dux Dalmatiae).
Согласно конституции, в редакции от 11 декабря 2013 года, главой государства является Президент Республики Хорватия (хорв. Predsjednik Republike Hrvatske), символизирующий единство нации, ограниченно осуществляющий управление страной и следящий за исполнением демократических норм государственными органами. Президент избирается всенародным тайным голосованием на 5 лет и не может занимать пост более двух сроков подряд. Если в первом туре голосования ни один кандидат не получил необходимые для избрания голоса более половины избирателей, проводится повторное голосование по двум набравшим наибольшее число голосов кандидатам, в котором для избрания достаточно простого большинства полученных голосов. В случае его временной нетрудоспособности обязанности главы государства исполняет президент Хорватского сабора.

## Характеристика списка
В статье представлен список руководителей хорватского государства, включая правивших монархов. В монархический период указаны династическая принадлежность персон и обладание ими иными титулами, если они не являлись сугубо номинальными (без территориальной принадлежности) или не были включены в другой титул. В республиканские периоды хорватской истории главой государства являлись президенты законодательных органов или президенты их высшего руководящего состава (Президиума), а также президенты внепарламентского органа (Президентства) и впоследствии президенты республики. В период 1941—1943 годов, когда официально Хорватия являлась государством во главе с королём, приведён де-факто являвшийся руководителем страны поглавник.
В случае, когда персона получила повторные полномочия последовательно за первоначальными, раздельно отражается каждый такой срок (например, два последовательных срока полномочий Стьепана Месича в 2000—2010 годах). Также отражён различный характер полномочий глав государства (например, единый срок нахождения во главе государства Владимира Назора в 1944—1949 годы разделён на периоды, когда он, первоначально, был президентом Президентства Земельного антифашистского вече народного освобождения, а затем последовательно возглавлял Президентство Народного сабора, Президиум Сабора, Президиум Учредительного сабора и вновь Президиум Сабора).
В столбце «Выборы» отражены состоявшиеся выборные процедуры (за исключением выборов монарха). В случае, если глава государства получил полномочия без таковых, столбец заполняется сноской с комментарием. Использованная в первых столбцах таблиц республиканских периодов нумерация является условной. Также условным является использование в первых столбцах этих таблиц цветовой заливки, служащей для упрощения восприятия принадлежности лиц к различным политическим силам без необходимости обращения к столбцу, отражающему партийную принадлежность. Наряду с партийной принадлежностью (для президентов с 2000 года — принадлежностью до приостановления членства), в столбце «Партия» также отражён беспартийный статус персоналий.
Курсивом на сером фоне показаны даты начала и окончания полномочий иностранных правителей, претендующих на власть в государстве (наследника неаполитанского престола Карло Мартелло, короля Неаполя Ладислао, герцога Австрии Ладислава, воеводы Трансильвании Яноша Запойяи), заместителей президента Народного вече Антона Корошеца, находившегося за границей с дипломатической миссией, заместителей поглавника Анте Павелича, также находившегося за границей, Влатко Павлетича, замещавшего недееспособного президента Франьо Туджмана вплоть до его смерти, а также Ивана Бендера, замещавшего Крешимира Зубака, — главу Герцег-Босны — государственного образования, созданного хорватами в соседней Боснии и Герцеговине.
Для удобства список разделён на принятые в хорватской историографии периоды истории страны (также показан раздел «Хорватская государственность в Боснии и Герцеговине», описывающий попытку создания хорватского государства за пределами современной Хорватии). Приведённые в преамбулах к каждому из разделов описания этих периодов призваны пояснить особенности политической жизни страны. До 5 (15) октября 1582 года, когда был введён григорианский календарь, приведены юлианские даты. После перехода Хорватии 22 октября (1 ноября) 1587 года на новый календарь указаны григорианские даты.

## Княжество хорватов (810—925)
В VII веке на территории современной Хорватии начался процесс консолидации племён, создавших первые княжества, — складывалась раннефеодальная хорватская государственность. Правителем одного из таких княжеств — Княжества хорватов (хорв. Kneževina Hrvata, лат. Ducatus Croatorum), известного в историографии как «Приморская» или «Далматинская Хорватия» и находившегося под византийским сюзеренитетом, — был Борна, франкский вассал, первым кто использовал титул «князь Далмации» (лат. Dux Dalmatiae). После смерти Борны власть перешла «по просьбе народа и с согласия императора» к его племяннику Владиславу. Так, стала формироваться наследственная и, отчасти избирательная хорватская монархия.
В 845 году правителем Хорватии стал Трпимир, основавший княжескую династию Трпимировичей. В 852 году Трпимир издал грамоту, в которой впервые упоминались этноним «хорваты» и титул «Милостью Божьей, князь хорватов» (лат. Dux Croatorum iuvatus munere divino). В 864 году на княжеский престол взошёл сын Трпимира Здеслав, который, однако, вскоре был свергнут антивизантийски настроенным Домагоем из династии Домагоевичей. В 877 году Здеславу удалось восстановить княжескую власть, но в 879 году он был убит родственником Домагоя Бранимиром. Сам Бранимир, воцарившийся при поддержке папы Римского, противника Византии, умер в 892 году. После этого Трпимировичи окончательно утвердились на хорватском троне. В 925 году князь Томислав в письме папы Римского впервые был назван «королём хорватов» (лат. Rex Croatorum), а государство, соответственно, стало называться «Королевством хорватов».
| Портрет | Имя (годы жизни)                   | Правление | Правление | Династия                        | Особенности титула                                      | Пр.    |
| Портрет | Имя (годы жизни)                   | Начало    | Окончание | Династия                        | Особенности титула                                      | Пр.    |
| ------- | ---------------------------------- | --------- | --------- | ------------------------------- | ------------------------------------------------------- | ------ |
|         | Борна (?—821) хорв. Borna          | 810       | 821       | ? (происхождение неизвестно)    | князь Далмации хорв. Knez Dalmacije, лат. Dux Dalmatiae | [ 7 ]  |
|         | Владислав (?—835) хорв. Vladislav  | 821       | 835       | ? (происхождение неизвестно)    | князь Далмации хорв. Knez Dalmacije, лат. Dux Dalmatiae | [ 8 ]  |
|         | Мислав (?—845) хорв. Mislav        | 835       | 845       | ? (происхождение неизвестно)    | князь Далмации хорв. Knez Dalmacije, лат. Dux Dalmatiae | [ 9 ]  |
|         | Трпимир I (?—864) хорв. Trpimir I. | 845       | 864       | Трпимировичи хорв. Trpimirovići | князь хорватов хорв. Knez Hrvata, лат. Dux Croatorum    | [ 10 ] |
|         | Здеслав (?—879) хорв. Zdeslav      | 864       | 864       | Трпимировичи хорв. Trpimirovići | князь хорватов хорв. Knez Hrvata, лат. Dux Croatorum    | [ 11 ] |
|         | Домагой (?—876) хорв. Domagoj      | 864       | 876       | Домагоевичи хорв. Domagojevići  | князь хорватов хорв. Knez Hrvata, лат. Dux Croatorum    | [ 12 ] |
|         | Илько (?—877) хорв. Iljko          | 876       | 877       | Домагоевичи хорв. Domagojevići  | князь хорватов хорв. Knez Hrvata, лат. Dux Croatorum    | [ 13 ] |
|         | Здеслав (?—879) хорв. Zdeslav      | 877       | май 879   | Трпимировичи хорв. Trpimirovići | князь хорватов хорв. Knez Hrvata, лат. Dux Croatorum    | [ 11 ] |
|         | Бранимир (?—892) хорв. Branimir    | май 879   | 892       | Домагоевичи хорв. Domagojevići  | князь хорватов хорв. Knez Hrvata, лат. Dux Croatorum    | [ 14 ] |
|         | Мунцимир (?—910) хорв. Muncimir    | 892       | 910       | Трпимировичи хорв. Trpimirovići | князь хорватов хорв. Knez Hrvata, лат. Dux Croatorum    | [ 15 ] |
|         | Томислав (?—928) хорв. Tomislav    | 910       | 925       | Трпимировичи хорв. Trpimirovići | князь хорватов хорв. Knez Hrvata, лат. Dux Croatorum    | [ 16 ] |

## Королевство Хорватия (925—1918)

### Независимое королевство (925—1102)
В 925 году в письме папы Римского Иоанна X князь Томислав впервые был назван «королём хорватов» (лат. Rex Croatorum), а государство, соответственно, стало называться Королевством хорватов (хорв. Kraljevina Hrvata, лат. Regnum Croatorum). К середине XI века сюзеренитет Византии над Хорватией прекратился. Только при Петаре Крешимире IV Далмация, находившаяся под властью Венеции, и собственно Хорватия были фактически объединены в одно государство, которое стало носить название Королевство Хорватия и Далмация (хорв. Kraljevstvo Hrvatska i Dalmacija, лат. Regnum Croatiae et Dalmatiae). Сам король в 1060 году впервые употребил слово «Croatia» (с лат. — «Хорватия») в качестве обозначения государства, заменив им в королевском титуле этноним «Croatorum» (с лат. — «хорватский/правящий хорватами»).
В 1091 году умер Стьепан II, последний король из династии Трпимировичей. Будучи бездетным, Стьепан не назначил преемника, вследствие чего развернулась война за хорватское наследство. Венгерский король Ласло I по совету своей сестры и вдовы Дмитара Звонимира Елены вторгся в Хорватию, провозгласив себя её королём и назначив наместником (герцогом) своего брата Альмоша. В 1093 году при поддержке антивенгерской знати Петар Сначич объявил себя королём Хорватии. Однако в мае 1097 году Петар погиб в битве на горе Гвозд, после чего король Венгрии Кальман занял большую часть территории Хорватии, провозгласив себя королём Хорватии и Далмации под именем Коломан, а 17 мая 1102 года короновался, чему предшествовало заключение соглашения с хорватским Сабором об условиях личной унии венгерского и хорватского престолов (Pacta conventa).
| Портрет | Имя (годы жизни)                                         | Правление      | Правление      | Династия                        | Особенности титула | Пр.    |
| Портрет | Имя (годы жизни)                                         | Начало         | Окончание      | Династия                        | Особенности титула | Пр.    |
| ------- | -------------------------------------------------------- | -------------- | -------------- | ------------------------------- | --- | ------ |
|         | Томислав I (?—928) хорв. Tomislav I.                     | 925            | 928            | Трпимировичи хорв. Trpimirovići | король хорватов хорв. Kralj Hrvata, лат. Rex Croatorum                                                                              | [ 16 ] |
|         | Трпимир II (?—935) хорв. Trpimir II.                     | 928            | 935            | Трпимировичи хорв. Trpimirovići | король хорватов хорв. Kralj Hrvata, лат. Rex Croatorum                                                                              | [ 21 ] |
|         | Крешимир I (?—945) хорв. Krešimir I.                     | 935            | 945            | Трпимировичи хорв. Trpimirovići | король хорватов хорв. Kralj Hrvata, лат. Rex Croatorum                                                                              | [ 22 ] |
|         | Мирослав (?—949) хорв. Miroslav                          | 945            | 949            | Трпимировичи хорв. Trpimirovići | король хорватов хорв. Kralj Hrvata, лат. Rex Croatorum                                                                              | [ 23 ] |
|         | Михайло Крешимир II (?—969) хорв. Mihajlo Krešimir II.   | 949            | 969            | Трпимировичи хорв. Trpimirovići | король хорватов хорв. Kralj Hrvata, лат. Rex Croatorum                                                                              | [ 24 ] |
|         | Стьепан Држислав (?—997) хорв. Stjepan Držislav          | 969            | 997            | Трпимировичи хорв. Trpimirovići | король хорватов хорв. Kralj Hrvata, лат. Rex Croatorum                                                                              | [ 25 ] |
|         | Светослав (?—после 1026) хорв. Svetoslav                 | 997            | 1000           | Трпимировичи хорв. Trpimirovići | король хорватов хорв. Kralj Hrvata, лат. Rex Croatorum                                                                              | [ 26 ] |
|         | Крешимир III (?—1030) хорв. Krešimir III.                | 1000           | 1030           | Трпимировичи хорв. Trpimirovići | король хорватов хорв. Kralj Hrvata, лат. Rex Croatorum                                                                              | [ 27 ] |
|         | Стьепан I (?—1058) хорв. Stjepan I.                      | 1030           | 1058           | Трпимировичи хорв. Trpimirovići | король хорватов хорв. Kralj Hrvata, лат. Rex Croatorum                                                                              | [ 28 ] |
|         | Петар Крешимир IV (?—1074) хорв. Petar Krešimir IV.      | 1058           | 1074           | Трпимировичи хорв. Trpimirovići | король Хорватии и Далмации хорв. Kralj Hrvatske i Dalmacije, лат. Rex Croatie Dalmatieque                                           | [ 17 ] |
|         | Славац (?—?) хорв. Slavac                                | 1074           | 1075           | ? (происхождение неизвестно)    | король Хорватии хорв. Kralj Hrvatske, лат. Rex Croatie                                                                              | [ 29 ] |
|         | Дмитар Звонимир (?—1089) хорв. Dmitar Zvonimir           | 1075           | 20 апреля 1089 | Трпимировичи хорв. Trpimirovići | король Хорватии и Далмации хорв. Kralj Hrvatske i Dalmacije, лат. Rex Croatie Dalmatieque                                           | [ 30 ] |
|         | Стьепан II (?—1091) хорв. Stjepan II.                    | 20 апреля 1089 | июль 1091      | Трпимировичи хорв. Trpimirovići | король Хорватии и Далмации хорв. Kralj Hrvatske i Dalmacije, лат. Rex Croatie Dalmatieque                                           | [ 31 ] |
|         | Ладислав I (1046—1095) хорв. Ladislav I. венг. I. László | июль 1091      | 1093           | Арпады венг. Árpád-ház          | король Хорватии и Далмации хорв. Kralj Hrvatske i Dalmacije, лат. Rex Croatie Dalmatieque король Венгрии венг. Magyarország királya | [ 32 ] |
|         | Петар (?—1097) хорв. Petar                               | 1093           | май 1097       | Сначичи хорв. Snačići           | король Хорватии и Далмации хорв. Kralj Hrvatske i Dalmacije, лат. Rex Croatie Dalmatieque                                           | [ 33 ] |
|         | Коломан (ок. 1070—1116) хорв. Koloman венг. Kálmán       | май 1097       | 17 мая 1102    | Арпады венг. Árpád-ház          | король Хорватии и Далмации хорв. Kralj Hrvatske i Dalmacije, лат. Rex Croatie Dalmatieque король Венгрии венг. Magyarország királya | [ 34 ] |

### Уния с Королевством Венгрия (1102—1527)

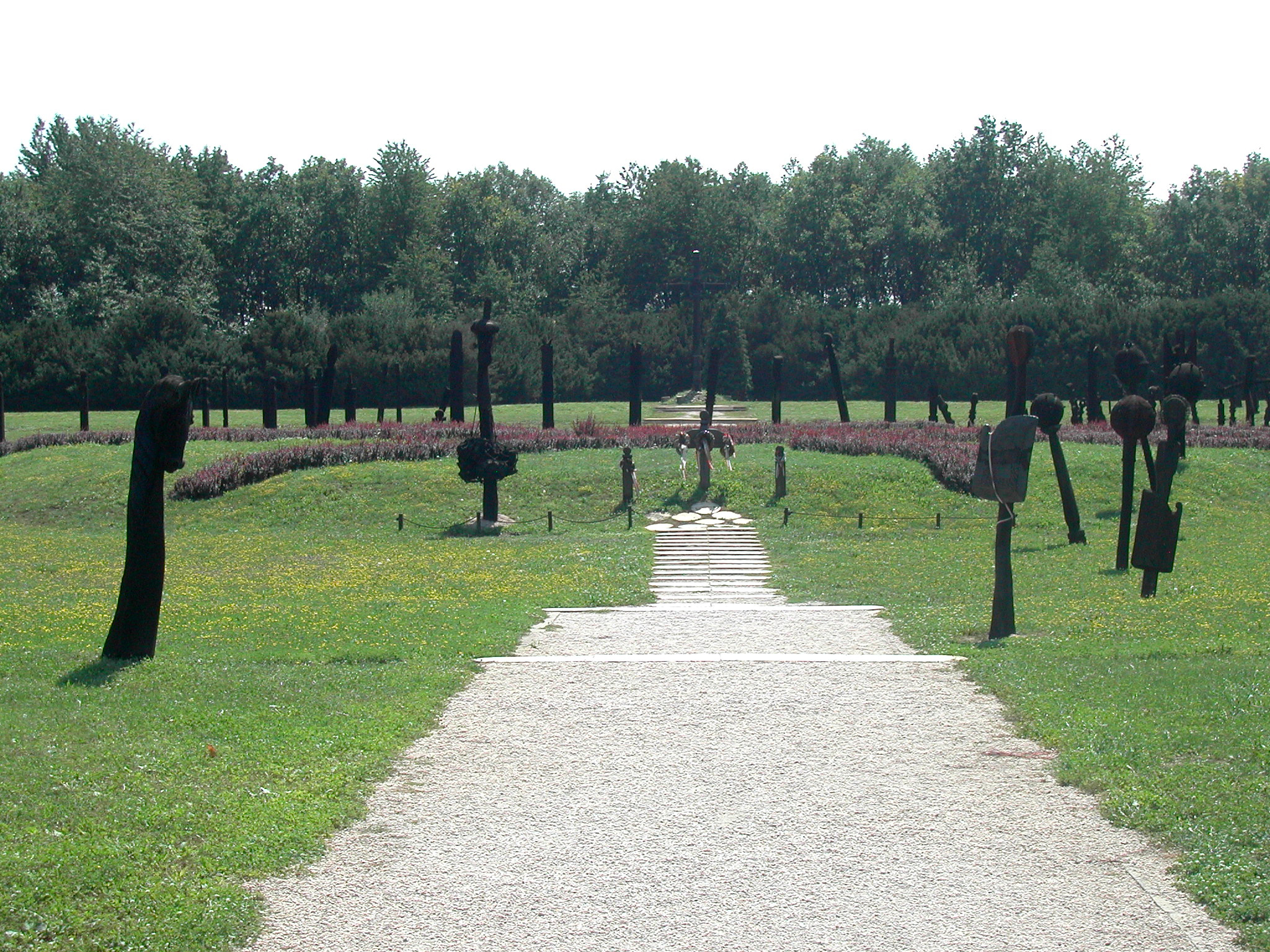
Мемориал битвы при Мохаче

В 1102 году было заключено соглашение Коломана с хорватским сабором об условиях личной унии венгерского и хорватского престолов (Pacta conventa). В 1301 году династия Арпадов на венгерском троне пресеклась, после периода династической борьбы к 1307 году на нём утвердилась анжуйская ветвь дома Капетингов.
После смерти в 1439 году короля Алберта, первого представителя Габсбургов на венгерско-хорватском престоле, развернулась гражданская война между их сторонниками, с одной стороны, и магнатами, поддержавшими претензии на венгерский трон польского короля Ягеллона Владислава III, с другой. Сын Алберта родился после его смерти 22 февраля 1440 года и был коронован 15 мая под именем Ладислав V по настоянию матери Элизабеты. Параллельно согласие занять пустующий престол дал польский король Владислав III, который вошёл в Буду 19 мая и был коронован 17 июля под именем Владислав I. Обе коронации были проведены с некоторыми нарушениями традиции: на Ладислава V была возложена вывезенная вместе с ним корона святого Иштвана, для Владислава I была изготовлена специальная корона, но использованы все иные коронационные регалии. Как следствие, между поддерживающими двух королей магнатами с привлечением иностранных войск началась длительная война, в целом завершившаяся к лету 1442 года поражением армии сторонников Габсбургов. Однако после гибели 10 ноября 1444 года в битве при Варне Владислава I вновь возник вакуум власти, в котором в качестве компромисса венгерская знать выразила готовность признать королём Ладислава V при условии, что удерживающий его римский король Фридрих IV освободит своего опекаемого внучатого племянника и вернёт венгерские королевские регалии, на что Фридрих ответил отказом.
В результате 6 января 1446 года викарием (лат. Vicarius — «заместитель», «наместник») и губернатором (венг. Kormányzója) Венгрии (в том числе Хорватии) был избран Иван Хуньяди, возвысившийся и фактически управлявший страной при Владиславе I. После состоявшейся 19 марта 1452 года коронации Фридриха императором Священной Римской империи (под именем Фридрих III) против него восстало австрийское дворянство, заключившее союз с венграми и чехами, требовавшими освобождения Ладислава V. Фридрих был вынужден уступить, и 2 января 1453 года государственное собрание Венгрии вновь признало Ладислава королём. После его смерти, последовавшей в 1457 году, королём был выбран сын Ивана Хуньяди Матия. 19 июля 1463 года в Винер-Нойштадте он заключил договор о взаимном наследовании с императором Фридрихом III, по которому тот получил право использовать титул короля Венгрии, за что вернул святую корону. В 1490 году Матия I скончался, не оставив законного наследника. Его бастард Иваниш Корвин отказался от короны в обмен на признание за ним ряда владений, сын Фридриха III Максимилиан, опиравшийся на заключённый отцом договор 1463 года, проиграл выборы племяннику Ладислава V чешскому королю Владиславу II, согласившемуся подписать избирательную капитуляцию.
Бездетный сын Владислава II Лудовик II погиб 29 августа 1526 года в битве при Мохаче, когда Османская империя сокрушила венгро-чешско-хорватское войско и в итоге заняла Среднедунайскую равнину. В соответствии с династическим союзом между Габсбургами и Ягеллонами (в 1506 году римский король Максимилиан I и Владислав II возобновили договор о взаимном наследовании, а затем в 1515 году на встрече Максимилиана I, Владислава II и короля Польши Сигизмунда I, брата Владислава II, заключили соглашение о двух браках: внучки Максимилиана Марии с Лудовиком, сыном Владислава, и внука Максимилиана Фердинанда с дочерью Владислава Анной), Венгрия и Чехия были присоединены к владениям Габсбургов.
| Портрет | Имя (годы жизни)                                                                                                   | Правление        | Правление        | Династия                                                                                                 | Особенности титула | Пр.                     |
| Портрет | Имя (годы жизни)                                                                                                   | Начало           | Окончание        | Династия                                                                                                 | Особенности титула | Пр.                     |
| --- | --- | ---------------- | ---------------- | --- | --- | ----------------------- |
| | Коломан (ок. 1070—1116) хорв. Koloman венг. Kálmán                                                                 | 17 мая 1102      | 3 февраля 1116   | Арпады венг. Árpád-ház                                                                                   | король Хорватии и Далмации хорв. Kralj Hrvatske i Dalmacije король Венгрии венг. Magyarország királya | [ 45 ] [ 46 ] [ 34 ]    |
| | Стьепан III (1101—1131) хорв. Stjepan III. венг. II. István                                                        | 3 февраля 1116   | 1 марта 1131     | Арпады венг. Árpád-ház                                                                                   | король Хорватии и Далмации хорв. Kralj Hrvatske i Dalmacije король Венгрии венг. Magyarország királya | [ 47 ] [ 48 ]           |
| С 1 марта по 28 апреля 1131 года — под управлением бана                                                      | |                  |                  | | |                         |
| | Бела I (1108—1141) хорв. Bela I. венг. II. Béla                                                                    | 28 апреля 1131   | 13 февраля 1141  | Арпады венг. Árpád-ház                                                                                   | король Хорватии и Далмации хорв. Kralj Hrvatske i Dalmacije король Венгрии венг. Magyarország királya | [ 49 ] [ 50 ] [ 51 ]    |
| | Геза I (1130—1162) хорв. Geza I. венг. II. Géza                                                                    | 13 февраля 1141  | 31 мая 1162      | Арпады венг. Árpád-ház                                                                                   | король Хорватии и Далмации хорв. Kralj Hrvatske i Dalmacije король Венгрии венг. Magyarország királya | [ 52 ] [ 53 ] [ 54 ]    |
| | Стьепан IV (1147—1172) хорв. Stjepan IV. венг. III. István                                                         | 31 мая 1162      | 15 июля 1162     | Арпады венг. Árpád-ház                                                                                   | король Хорватии и Далмации хорв. Kralj Hrvatske i Dalmacije король Венгрии венг. Magyarország királya | [ 55 ] [ 56 ] [ 57 ]    |
| | Ладислав II (1131—1163) хорв. Ladislav II. венг. II. László                                                        | 15 июля 1162     | 14 января 1163   | Арпады венг. Árpád-ház                                                                                   | король Хорватии и Далмации хорв. Kralj Hrvatske i Dalmacije король Венгрии венг. Magyarország királya | [ 58 ] [ 59 ] [ 60 ]    |
| | Стьепан V (1133—1165) хорв. Stjepan V. венг. IV. István                                                            | 14 января 1163   | 19 июня 1163     | Арпады венг. Árpád-ház                                                                                   | король Хорватии и Далмации хорв. Kralj Hrvatske i Dalmacije король Венгрии венг. Magyarország királya | [ 61 ] [ 62 ] [ 63 ]    |
| | Стьепан IV (1147—1172) хорв. Stjepan IV. венг. III. István                                                         | 19 июня 1163     | 4 марта 1172     | Арпады венг. Árpád-ház                                                                                   | король Хорватии и Далмации хорв. Kralj Hrvatske i Dalmacije король Венгрии венг. Magyarország királya | [ 55 ] [ 56 ] [ 57 ]    |
| С 4 марта 1172 года по 13 января 1173 года — под управлением бана Ампуда (хорв. Ampud)                       | |                  |                  | | |                         |
| | Бела II (1147—1172) хорв. Bela II. венг. III. Béla                                                                 | 13 января 1173   | 23 апреля 1196   | Арпады венг. Árpád-ház                                                                                   | король Хорватии и Далмации хорв. Kralj Hrvatske i Dalmacije король Венгрии венг. Magyarország királya | [ 64 ] [ 65 ] [ 66 ]    |
| | Эмерик (1174—1204) хорв. Emerik венг. Imre серб. Емерик                                                            | 23 апреля 1196   | 30 ноября 1204   | Арпады венг. Árpád-ház                                                                                   | король Хорватии и Далмации хорв. Kralj Hrvatske i Dalmacije король Венгрии венг. Magyarország királya король Сербии (1202—1204) серб. Краљ Србије | [ 67 ] [ 68 ] [ 69 ]    |
| | Ладислав III (1199—1205) хорв. Ladislav III. венг. III. László                                                     | 30 ноября 1204   | 7 мая 1205       | Арпады венг. Árpád-ház                                                                                   | король Хорватии и Далмации хорв. Kralj Hrvatske i Dalmacije король Венгрии венг. Magyarország királya | [ 70 ] [ 71 ]           |
| | Андрия I (1176—1235) хорв. Andrija I. венг. II. András                                                             | 7 мая 1205       | 21 сентября 1235 | Арпады венг. Árpád-ház                                                                                   | король Хорватии и Далмации хорв. Kralj Hrvatske i Dalmacije король Венгрии венг. Magyarország királya | [ 72 ] [ 73 ] [ 74 ]    |
| | Бела III (1206—1270) хорв. Bela III. венг. IV. Béla нем. Béla                                                      | 21 сентября 1235 | 3 мая 1270       | Арпады венг. Árpád-ház                                                                                   | король Хорватии и Далмации хорв. Kralj Hrvatske i Dalmacije король Венгрии венг. Magyarország királya герцог Штирии (1254—1258) нем. Herzog der Steiermark | [ 75 ] [ 76 ] [ 77 ]    |
| | Стьепан VI (1239—1272) хорв. Stjepan VI. венг. V. István нем. Stephan                                              | 3 мая 1270       | 6 августа 1272   | Арпады венг. Árpád-ház                                                                                   | король Хорватии и Далмации хорв. Kralj Hrvatske i Dalmacije король Венгрии венг. Magyarország királya | [ 78 ] [ 79 ] [ 80 ]    |
| | Ладислав IV (1262—1290) хорв. Ladislav IV. венг. IV. László                                                        | 6 августа 1272   | 10 июля 1290     | Арпады венг. Árpád-ház                                                                                   | король Хорватии и Далмации хорв. Kralj Hrvatske i Dalmacije король Венгрии венг. Magyarország királya | [ 81 ] [ 82 ] [ 83 ]    |
| С 10 по 23 июля 1290 года — под управлением бана Павао I Шубича (хорв. Pavao I. Šubić)                       | |                  |                  | | |                         |
| | Андрия II (1262—1290) хорв. Andrija II. венг. III. András                                                          | 23 июля 1290     | 14 января 1301   | Арпады венг. Árpád-ház                                                                                   | король Хорватии и Далмации хорв. Kralj Hrvatske i Dalmacije король Венгрии венг. Magyarország királya | [ 84 ] [ 85 ] [ 86 ]    |
| | Карло (1271—1295) хорв. Karlo венг. Károly итал. Carlo Martello                                                    | 6 января 1292    | 19 августа 1295  | Анжу венг. Anjou-ház фр. Anjou                                                                           | король Хорватии и Далмации хорв. Kralj Hrvatske i Dalmacije король Венгрии венг. Magyarország királya | [ 87 ]                  |
| С 14 января по 27 августа 1301 года — повторно под управлением бана Павао I Шубича (хорв. Pavao I. Šubić)    | |                  |                  | | |                         |
| | Ладислав (Вьенцеслав) (1289—1306) хорв. Ladislav (Vjenceslav) венг. László (Vencel) чеш. Václav III пол. Wacław II | 27 августа 1301  | 9 октября 1305   | Пржемысловичи венг. Přemysl-ház чеш. Přemyslovci                                                         | король Хорватии и Далмации хорв. Kralj Hrvatske i Dalmacije король Венгрии венг. Magyarország királya король Чехии (с 1305) чеш. Český král, нем. König von Böhmen король Польши (с 1305) пол. Król Polski | [ 88 ] [ 89 ] [ 90 ]    |
| С 9 октября по 5 декабря 1305 года — в третий раз под управлением бана Павао I Шубича (хорв. Pavao I. Šubić) | |                  |                  | | |                         |
| | Бела IV (1261—1312) хорв. Bela IV. венг. V. Béla нем. Otto I.                                                      | 5 декабря 1305   | 10 октября 1307  | Виттельсбахи венг. Wittelsbach-ház нем. Wittelsbacher                                                    | король Хорватии и Далмации хорв. Kralj Hrvatske i Dalmacije король Венгрии венг. Magyarország királya герцог Нижней Баварии нем. Herzog von Niederbayern | [ 91 ] [ 92 ]           |
| | Карло I (1288—1342) хорв. Karlo I. венг. I. Károly                                                                 | 10 октября 1307  | 16 июля 1342     | Анжу венг. Anjou–Szicíliai-ház фр. Anjou                                                                 | король Хорватии и Далмации хорв. Kralj Hrvatske i Dalmacije король Венгрии венг. Magyarország királya | [ 93 ] [ 94 ]           |
| | Лудовик I (1326—1382) хорв. Ludovik I. венг. I. Lajos пол. Ludwik I                                                | 16 июля 1342     | 11 сентября 1382 | Анжу венг. Anjou–Szicíliai-ház фр. Anjou                                                                 | король Хорватии и Далмации хорв. Kralj Hrvatske i Dalmacije король Венгрии венг. Magyarország királya король Польши (с 1370) пол. Król Polski | [ 95 ] [ 96 ] [ 97 ]    |
| | Мария I (1371—1395) хорв. Marija I. венг. I. Mária                                                                 | 11 сентября 1382 | 31 декабря 1385  | Анжу венг. Anjou–Szicíliai-ház фр. Anjou                                                                 | королева Хорватии и Далмации хорв. Kraljica Hrvatske i Dalmacije королева Венгрии венг. Magyarország királynő | [ 98 ] [ 99 ] [ 100 ]   |
| | Карло II (1345—1386) хорв. Karlo II. венг. II. Károly итал. Carlo III фр. Charles                                  | 31 декабря 1385  | 7 февраля 1386   | Анжу венг. Anjou–Szicíliai-ház фр. Anjou                                                                 | король Хорватии и Далмации хорв. Kralj Hrvatske i Dalmacije король Венгрии венг. Magyarország királya король Неаполя итал. Re di Napoli князь Ахеи фр. Prince d’Achaïe | [ 98 ] [ 101 ] [ 102 ]  |
| | Мария I (1371—1395) хорв. Marija I. венг. I. Mária                                                                 | 7 февраля 1386   | 17 мая 1395      | Анжу венг. Anjou–Szicíliai-ház фр. Anjou                                                                 | королева Хорватии и Далмации хорв. Kraljica Hrvatske i Dalmacije королева Венгрии венг. Magyarország királynő | [ 98 ] [ 99 ] [ 100 ]   |
| | Жигмунд (1368—1437) хорв. Žigmund венг. Zsigmond нем. Siegmund чеш. Zikmund                                        | 17 мая 1395      | 9 декабря 1437   | Люксембурги венг. Luxemburgi-ház нем. Luxemburger                                                        | король Хорватии и Далмации (до 1409) хорв. Kralj Hrvatske i Dalmacije король Хорватии (с 1409) хорв. Kralj Hrvatske Прочие титулы:король Венгрии венг. Magyarország királya курфюрст Бранденбурга (1411—1415) нем. Brandenburgs Kurfürst римский король (1410—1433) лат. Rex Romanorum, нем. Römischer König император Священной Римской империи (с 1433) лат. Imperator Sancti Romani, нем. Kaiser des Heiligen römischen Reiches король Чехии (с 1419) чеш. Český král, нем. König von Böhmen | [ 103 ] [ 104 ] [ 105 ] |
| | Ладислав (1377—1414) хорв. Ladislav венг. László итал. Ladislao                                                    | 5 августа 1403   | октябрь 1403     | Анжу венг. Anjou–Szicíliai-ház фр. Anjou                                                                 | король Хорватии и Далмации хорв. Kralj Hrvatske i Dalmacije король Венгрии венг. Magyarország királya король Неаполя итал. Re di Napoli | [ 106 ]                 |
| С 9 декабря 1437 года по 1 января 1438 года — под управлением бана                                           | |                  |                  | | |                         |
| | Алберт (1397—1439) хорв. и венг. Albert нем. Albrecht II. чеш. Albrecht                                            | 1 января 1438    | 27 октября 1439  | Альбертинская линия дома Габсбург венг. Habsburg-ház Alberti ág нем. Albertine Linie des Hauses Habsburg | король Хорватии хорв. Kralj Hrvatske Прочие титулы:король Венгрии венг. Magyarország királya герцог Австрии нем. Herzog von Österreich маркграф Моравии чеш. Markrabě Morava, нем. Markgraf von Mähren король Чехии чеш. Český král, нем. König von Böhmen римский король (с 1438) лат. Rex Romanorum, нем. Römischer König | [ 107 ] [ 108 ] [ 109 ] |
| С 27 октября 1439 года по 29 июня 1440 года — под управлением бана Петара Таловаца (хорв. Petar Talovac)     | |                  |                  | | |                         |
| | Владислав I (1424—1444) хорв. Vladislav I. венг. I. Ulászló пол. Władysław III                                     | 29 июня 1440     | 10 ноября 1444   | Ягеллоны венг. Jagelló-ház пол. Jagiellonowie                                                            | король Хорватии и Далмации хорв. Kralj Hrvatske i Dalmacije король Венгрии венг. Magyarország királya король Польши пол. Król Polski | [ 110 ] [ 111 ]         |
| | Ладислав V (1440—1457) хорв. Ladislav V. венг. V. László нем. Ladislaus                                            | 22 февраля 1440  | 19 декабря 1442  | Альбертинская линия дома Габсбург венг. Habsburg-ház Alberti ág нем. Albertine Linie des Hauses Habsburg | король Хорватии хорв. Kralj Hrvatske король Венгрии венг. Magyarország királya герцог Австрии нем. Herzog von Österreich король Чехии (с 1453) чеш. Český král, нем. König von Böhmen | [ 112 ] [ 113 ] [ 114 ] |
| 10 ноября 1444                                                                                               | Ладислав V (1440—1457) хорв. Ladislav V. венг. V. László нем. Ladislaus                                            | 23 ноября 1457   |                  | Альбертинская линия дома Габсбург венг. Habsburg-ház Alberti ág нем. Albertine Linie des Hauses Habsburg | король Хорватии хорв. Kralj Hrvatske король Венгрии венг. Magyarország királya герцог Австрии нем. Herzog von Österreich король Чехии (с 1453) чеш. Český král, нем. König von Böhmen | [ 112 ] [ 113 ] [ 114 ] |
| С 23 ноября 1457 года по 24 января 1458 года — под управлением бана                                          | |                  |                  | | |                         |
| | Матия I (1443—1490) хорв. Matija I. венг. I. Mátyás нем. Matthias чеш. Matyáš I.                                   | 24 января 1458   | 6 апреля 1490    | Хуньяди венг. Hunyadi-ház                                                                                | король Хорватии хорв. Kralj Hrvatske король Венгрии венг. Magyarország királya король Чехии (с 1469) чеш. Český král, нем. König von Böhmen | [ 115 ] [ 116 ]         |
| С 6 апреля по 15 июля 1490 года — под управлением бана Ладислава Эгерварского (хорв. Ladislav od Egervára)   | |                  |                  | | |                         |
| | Владислав II (1456—1516) хорв. Vladislav II. венг. II. Ulászló чеш. Vladislav II.                                  | 15 июля 1490     | 13 марта 1516    | Ягеллоны венг. Jagelló-ház пол. Jagiellonowie                                                            | король Хорватии хорв. Kralj Hrvatske король Венгрии венг. Magyarország királya король Чехии чеш. Český král, нем. König von Böhmen | [ 117 ] [ 118 ]         |
| | Лудовик II (1506—1526) хорв. Ludovik II. венг. II. Lajos чеш. Ludvík                                               | 13 марта 1516    | 29 августа 1526  | Ягеллоны венг. Jagelló-ház пол. Jagiellonowie                                                            | король Хорватии хорв. Kralj Hrvatske король Венгрии венг. Magyarország királya король Чехии чеш. Český král, нем. König von Böhmen | [ 119 ] [ 120 ] [ 121 ] |
| С 29 августа 1526 года по 1 января 1527 года — под управлением бана Франьо Бачана (хорв. Franjo Baćan)       | |                  |                  | | |                         |

### В составе монархии Габсбургов (1527—1918)
После гибели бездетного Лудовика II 29 августа 1526 года в битве при Мохаче за права на венгерско-хорватский престол развернулась война между сторонниками двух претендентов. Первым стал воевода Трансильвании Иван Заполя, избранный первоначально королём Венгрии на съезде в Токае 16 октября (повторное избрание состоялось в Секешфехерваре 10 ноября, коронация проведена там же на следующий день), а королём Хорватии — славонским сабором в Дубраве 6 января 1527 года, вторым — супруг сестры Лудовика II Анны эрцгерцог Австрии Фердинанд I, обосновавший свои права династическим союзом, заключённым в 1515 году на встрече представлявшего Габсбургов его деда Максимилиана I, императора Священной Римской империи германской нации, и представлявших Ягеллонов братьев Владислава II, короля Венгрии, и Сигизмунда I, короля Польши. Избрание Фердинанда I королём Венгрии состоялось в Пресбурге (Братиславе) 17 декабря 1526 года, Хорватии — 1 января 1527 года в Цетине, кроме того, он получил признание в землях Чешской короны.
Война шла с переменным успехом: к весне 1529 года Иван Заполя был вынужден укрыться в Польше и принял покровительство султана Османской империи Сулеймана I, после чего в ходе третьего венгерского похода османы 8 сентября 1529 года заняли Буду и ввели Заполю в королевский дворец. Вытесненный за пределы Венгрии Фердинанд в 1530 году предпринял контрнаступление, остановленное четвёртым венгерским походом османов, дошедших до Штирии. В 1533 году Сулейман I, занятый войной в Морее и планированием похода в Иран, заключил с Фердинандом договор, признав его королём Венгрии, равным Заполи, что утвердило разделение Венгрии на две части. 24 февраля 1538 года в городе Надьвараде (ныне Орадя, Румыния) претендентами был заключён договор, по которому бездетный Иван признавался королём Венгрии и правителем ⅔ земель королевства, а Фердинанд — правителем оставшейся трети земель на западе (в том числе Хорватии, Далмации и Славонии) и наследником венгерского престола.
В 1587 году Хорватия одновременно с Венгрией перешла на григорианский календарь: смена даты была произведена 22 октября (1 ноября) 1587 года. В 1687 году Хорватия, являвшаяся избирательной монархией, приняла дом Габсбургов в качестве наследственных королей по салическому закону (при исчезновении мужской линии дома избирательность подлежала восстановлению). 19 апреля 1713 года император Священной Римской империи германской нации Карл VI (хорватский король Карло III) объявил прагматическую санкцию (лат. Sanctio Pragmatica, нем. Pragmatische Sanktion) — закон о престолонаследии, гарантировавший нераздельность наследственных земель габсбургов и установивший возможность при отсутствии сыновей перехода их к дочерям по праву первородства. Ранее, 11 марта 1712 года хорватский сабор принял отдельную прагматическую санкцию, закрепившую право наследования исключительно за дочерьми самого Карло III и дочерьми предшествовавших ему на престоле старшего брата Йосипа I и отца Леополда I, что подтвердило конституционное управление Хорватией как условие правления в ней Габсбургов.
В 1745 году из территорий, полученных от Османской империи по Карловицкому миру, заключённому 26 января 1699 года, было создано королевство Славония (хорв. Kraljevina Slavonija), вошедшее в правовую систему Хорватии, включая установления венгерско-хорватской унии. 19 августа 1758 года папа Римский Климент XIII возобновил для Марии Терезии и её потомков, коронованных святой короной, принадлежавший первому венгерскому королю Иштвану I Святому титул апостолический король (Его / её (королевское) апостолическое величество, венг. Apostoli királya / Apostoli királynője).
Провозглашённая 1 августа 1804 года Австрийская империя в 1867 году, в соответствии с достигнутым 15 марта 1867 года австро-венгерским соглашением, была преобразована в двуединую (K. und k.) монархию, состоящую, во-первых, из земель, представленных в Рейхсрате и находящихся под началом короны австрийского императора («Цислейтании») и, во-вторых, из земель, находящихся под началом Короны Святого Иштвана (в том числе Хорватии), представленных в собственном Государственном собрании (венг. Országgyűlés) и самостоятельных во внутренних делах («Транслейтании»).
| Портрет | Имя (годы жизни) | Правление       | Правление       | Династия                                                                                              | Особенности титула | Пр.                     |
| Портрет | Имя (годы жизни) | Начало          | Окончание       | Династия                                                                                              | Особенности титула | Пр.                     |
| ------- | --- | --------------- | --------------- | --- | --- | ----------------------- |
|         | Фердинанд I (1503—1564) хорв. , нем. и чеш. Ferdinand I. венг. I. Ferdinánd итал. Ferdinando I                                                                                             | 1 января 1527   | 25 июля 1564    | Австрийско-бургундская линия дома Габсбург нем. Österreichisch-Burgundische Linie des Hauses Habsburg | король Хорватии хорв. Kralj Hrvatske Прочие титулы:эрцгерцог Австрии нем. Erzherzog von Österreich король Венгрии венг. Magyarország királya король Чехии (с 1527) чеш. Český král, нем. König von Böhmen римский король (1531—1558) нем. Römischer König, лат. Rex Romanorum император Священной Римской империи германской нации (с 1558) нем. Kaiser des Heiligen römischen Reiches Deutscher Nation, лат. Imperator Sancti Romani germanorum gentem | [ 132 ] [ 123 ] [ 133 ] |
|         | Иван Заполя (1487—1540) хорв. Ivan Zapolja венг. I. János | 6 января 1527   | 24 февраля 1538 | Запольяи венг. Szapolyai-ház хорв. Zapolje                                                            | король Хорватии хорв. Kralj Hrvatske король Венгрии венг. Magyarország királya | [ 134 ] [ 135 ]         |
|         | Максимилиян I (1527—1576) хорв. Maksimilijan I. венг. Miksa нем. Maximilian II. итал. Massimiliano II чеш. Maxmilián I.                                                                    | 25 июля 1564    | 12 октября 1576 | Австрийская линия дома Габсбург нем. Österreichische Linie des Hauses Habsburg                        | король Хорватии хорв. Kralj Hrvatske Прочие титулы:король Венгрии венг. Magyarország királya эрцгерцог Австрии нем. Erzherzog von Österreich король Чехии чеш. Český král, нем. König von Böhmen император Священной Римской империи германской нации нем. Kaiser des Heiligen römischen Reiches Deutscher Nation, лат. Imperator Sancti Romani germanorum gentem | [ 136 ] [ 137 ] [ 138 ] |
|         | Рудолф II (1552—1612) хорв. и чеш. Rudolf II. венг. Rezsö нем. Rudolf V. итал. Rodolfo II                                                                                                  | 12 октября 1576 | 25 июня 1608    | Австрийская линия дома Габсбург нем. Österreichische Linie des Hauses Habsburg                        | король Хорватии хорв. Kralj Hrvatske Прочие титулы:король Венгрии венг. Magyarország királya эрцгерцог Австрии нем. Erzherzog von Österreich король Чехии чеш. Český král, нем. König von Böhmen римский король (до 1576) нем. Römischer König, лат. Rex Romanorum император Священной Римской империи германской нации (с 1576) нем. Kaiser des Heiligen römischen Reiches Deutscher Nation, лат. Imperator Sancti Romani germanorum gentem | [ 139 ] [ 140 ] [ 141 ] |
|         | Матия II (1557—1619) хорв. Matija II. венг. II. Mátyás нем. Matthias чеш. Matyáš итал. Mattia                                                                                              | 25 июня 1608    | 20 марта 1619   | Австрийская линия дома Габсбург нем. Österreichische Linie des Hauses Habsburg                        | король Хорватии хорв. Kralj Hrvatske Прочие титулы:король Венгрии венг. Magyarország királya эрцгерцог Австрии нем. Erzherzog von Österreich король Чехии (1611—1617) чеш. Český král, нем. König von Böhmen император Священной Римской империи германской нации (с 1612) нем. Kaiser des Heiligen römischen Reiches Deutscher Nation, лат. Imperator Sancti Romani germanorum gentem | [ 142 ] [ 143 ] [ 144 ] |
|         | Фердинанд II (1578—1637) хорв. , нем. и чеш. Ferdinand II. венг. II. Ferdinánd итал. Ferdinando II                                                                                         | 20 марта 1619   | 15 февраля 1637 | Внутренне-австрийская линия дома Габсбург нем. Innerösterreichische Linie des Hauses Habsburg         | король Хорватии хорв. Kralj Hrvatske Прочие титулы:король Венгрии венг. Magyarország királya эрцгерцог Австрии нем. Erzherzog von Österreich король Чехии (до 1619, с 1620) чеш. Český král, нем. König von Böhmen император Священной Римской империи германской нации (с 1619) нем. Kaiser des Heiligen römischen Reiches Deutscher Nation, лат. Imperator Sancti Romani germanorum gentem | [ 145 ] [ 146 ] [ 147 ] |
|         | Фердинанд III (1608—1657) хорв. , нем. и чеш. Ferdinand III. венг. III. Ferdinánd итал. Ferdinando III                                                                                     | 15 февраля 1637 | 2 апреля 1657   | Внутренне-австрийская линия дома Габсбург нем. Innerösterreichische Linie des Hauses Habsburg         | король Хорватии хорв. Kralj Hrvatske Прочие титулы:король Венгрии венг. Magyarország királya эрцгерцог Австрии нем. Erzherzog von Österreich король Чехии чеш. Český král, нем. König von Böhmen римский король (до 1637) нем. Römischer König, лат. Rex Romanorum император Священной Римской империи германской нации (с 1637) нем. Kaiser des Heiligen römischen Reiches Deutscher Nation, лат. Imperator Sancti Romani germanorum gentem | [ 148 ] [ 149 ] [ 150 ] |
|         | Леополд I (1640—1705) хорв. и чеш. Leopold I. венг. I. Lipót нем. Leopold V. итал. Leopoldo V                                                                                              | 2 апреля 1657   | 5 мая 1705      | Внутренне-австрийская линия дома Габсбург нем. Innerösterreichische Linie des Hauses Habsburg         | король Хорватии хорв. Kralj Hrvatske Прочие титулы:король Венгрии венг. Magyarország királya эрцгерцог Австрии нем. Erzherzog von Österreich король Чехии чеш. Český král, нем. König von Böhmen император Священной Римской империи германской нации (с 1658) нем. Kaiser des Heiligen römischen Reiches Deutscher Nation, лат. Imperator Sancti Romani germanorum gentem | [ 151 ] [ 152 ] [ 153 ] |
|         | Йосип I (1678—1711) хорв. Josip I. венг. I. József нем. Joseph I. чеш. Josef I. итал. Giuseppe I                                                                                           | 5 мая 1705      | 17 апреля 1711  | Внутренне-австрийская линия дома Габсбург нем. Innerösterreichische Linie des Hauses Habsburg         | король Хорватии хорв. Kralj Hrvatske Прочие титулы:король Венгрии венг. Magyarország királya эрцгерцог Австрии нем. Erzherzog von Österreich король Чехии чеш. Český král, нем. König von Böhmen император Священной Римской империи германской нации нем. Kaiser des Heiligen römischen Reiches Deutscher Nation, лат. Imperator Sancti Romani germanorum gentem | [ 154 ] [ 155 ] [ 156 ] |
|         | Карло III (1685—1740) хорв. Karlo III. венг. III. Károly нем. Karl II. чеш. Karel II. фр. Charles V итал. Carlo II                                                                         | 17 апреля 1711  | 20 октября 1740 | Внутренне-австрийская линия дома Габсбург нем. Innerösterreichische Linie des Hauses Habsburg         | король Хорватии хорв. Kralj Hrvatske Прочие титулы:король Венгрии венг. Magyarország királya эрцгерцог Австрии нем. Erzherzog von Österreich король Чехии чеш. Český král, нем. König von Böhmen император Священной Римской империи германской нации (с 1711) нем. Kaiser des Heiligen römischen Reiches Deutscher Nation, лат. Imperator Sancti Romani germanorum gentem герцог Люксембурга (с 1713) нем. Herzog von Luxemburg, фр. Duc de Luxembourg герцог Милана (с 1714) итал. Duca di Milano король Неаполя (1713—1735) итал. Re di Napoli король Сардинии (1713—1720) итал. Re di Sardegna король Сицилии (1720—1735) итал. Re di Sicilia | [ 157 ] [ 158 ] [ 159 ] |
|         | Мария Терезия (1717—1780) хорв. Marija Terezija венг. II. Mária нем. Maria Theresia чеш. Marie Terezie фр. Marie-Thérèse итал. и пол. Maria Teresa укр. Марія-Терезія                      | 20 октября 1740 | 29 ноября 1780  | Внутренне-австрийская линия дома Габсбург нем. Innerösterreichische Linie des Hauses Habsburg         | королева Хорватии хорв. Kraljica Hrvatske Прочие титулы:королева Венгрии (с 1758 года апостолическая королева) венг. Magyarország királynője (apostoli királynője) эрцгерцогиня Австрии нем. Erzherzogin von Österreich королева Чехии (до 1741, с 1743) чеш. Český královna, нем. Königin von Böhmen герцогиня Люксембурга нем. Herzogin von Luxemburg, фр. Duchesse de Luxembourg герцогиня Милана итал. Duchessa di Milano герцогиня Пармы (до 1748) итал. Duchessa di Parma королева Славонии (с 1745) хорв. Kraljica Slavonije королева Галиции и Лодомерии (с 1772) пол. Królowa Galicji i Lodomerii, укр. Королева Галичини та Володимирії | [ 160 ] [ 161 ] [ 162 ] |
|         | Йосип II (1741—1790) хорв. Josip II. венг. II. József нем. Joseph II. чеш. Josef II. фр. Joseph итал. Giuseppe пол. Józef II укр. Йосиф II                                                 | 29 ноября 1780  | 20 февраля 1790 | Габсбург-Лотарингский дом нем. Habsburg-Lothringen                                                    | король Хорватии и король Славонии хорв. Kralj Hrvatske i Kralj Slavonije Прочие титулы:король Венгрии венг. Magyarország királya эрцгерцог Австрии нем. Erzherzog von Österreich король Чехии чеш. Český král, нем. König von Böhmen император Священной Римской империи германской нации нем. Kaiser des Heiligen römischen Reiches Deutscher Nation, лат. Imperator Sancti Romani germanorum gentem герцог Люксембурга нем. Herzog von Luxemburg, фр. Duc de Luxembourg герцог Милана итал. Duca di Milano король Галиции и Лодомерии пол. Król Galicji i Lodomerii, укр. Король Галичини та Володимирії | [ 163 ] [ 164 ] [ 165 ] |
|         | Леополд II (1747—1792) хорв. , чеш. и пол. Leopold II. венг. II. Lipót нем. Leopold VI. фр. Léopold итал. Leopoldo укр. Леопольд II                                                        | 20 февраля 1790 | 1 марта 1792    | Габсбург-Лотарингский дом нем. Habsburg-Lothringen                                                    | король Хорватии и король Славонии хорв. Kralj Hrvatske i Kralj Slavonije Прочие титулы:апостолический король Венгрии венг. Magyarország apostoli királya эрцгерцог Австрии нем. Erzherzog von Österreich король Чехии чеш. Český král, нем. König von Böhmen император Священной Римской империи германской нации нем. Kaiser des Heiligen römischen Reiches Deutscher Nation, лат. Imperator Sancti Romani germanorum gentem герцог Люксембурга нем. Herzog von Luxemburg, фр. Duc de Luxembourg герцог Милана итал. Duca di Milano король Галиции и Лодомерии пол. Król Galicji i Lodomerii, укр. Король Галичини та Володимирії | [ 166 ] [ 167 ] [ 168 ] |
|         | Франьо I (1768—1835) хорв. Franjo I. венг. I. Ferenc нем. Franz I. чеш. František I. фр. François итал. Francesco III пол. František I. укр. Франц II                                      | 1 марта 1792    | 2 марта 1835    | Габсбург-Лотарингский дом нем. Habsburg-Lothringen                                                    | король Хорватии и король Славонии хорв. Kralj Hrvatske i Kralj Slavonije Прочие титулы:апостолический король Венгрии венг. Magyarország apostoli királya эрцгерцог Австрии нем. Erzherzog von Österreich король Чехии чеш. Český král, нем. König von Böhmen император Священной Римской империи германской нации (до 1806) нем. Kaiser des Heiligen römischen Reiches Deutscher Nation, лат. Imperator Sancti Romani germanorum gentem герцог Люксембурга (до 1797) нем. Herzog von Luxemburg, фр. Duc de Luxembourg герцог Милана (до 1796) итал. Duca di Milano король Галиции и Лодомерии пол. Król Galicji i Lodomerii, укр. Король Галичини та Володимирії император Австрии (с 1804) нем. Kaiser von Österreich король Ломбардии и Венеции (с 1815) итал. Re di Lombardia e Venezia король Далмации (с 1815) итал. Re di Dalmazia, хорв. Kralj Dalmacije президент Германского союза (с 1815) нем. Präsident des Deutschen Bundes король Иллирии (с 1816) хорв. и словен. Kralj Ilirije | [ 169 ] [ 170 ] [ 171 ] |
|         | Фердинанд V (1793—1875) хорв. и чеш. Ferdinand V. венг. V. Ferdinánd нем. Ferdinand I. итал. Ferdinando I пол. Ferdynand I укр. Фердинанд I                                                | 2 марта 1835    | 2 декабря 1848  | Габсбург-Лотарингский дом нем. Habsburg-Lothringen                                                    | король Хорватии и король Славонии хорв. Kralj Hrvatske i Kralj Slavonije Прочие титулы:апостолический король Венгрии венг. Magyarország apostoli királya император Австрии нем. Kaiser von Österreich король Чехии чеш. Český král, нем. König von Böhmen король Галиции и Лодомерии пол. Król Galicji i Lodomerii, укр. Король Галичини та Володимирії король Ломбардии и Венеции итал. Re di Lombardia e Venezia король Далмации итал. Re di Dalmazia, хорв. Kralj Dalmacije король Иллирии хорв. и словен. Kralj Ilirije президент Германского союза (до 1848) нем. Präsident des Deutschen Bundes | [ 172 ] [ 173 ] [ 174 ] |
|         | Франьо Йосип I (1830—1916) хорв. Franjo Josip I. венг. I. Ferenc József нем. Franz Joseph I. чеш. František Josef I. итал. Francesco Giuseppe I пол. Franciszek Józef I укр. Франц Йосиф I | 2 декабря 1848  | 21 ноября 1916  | Габсбург-Лотарингский дом нем. Habsburg-Lothringen                                                    | король Хорватии и король Славонии (до 1868) хорв. Kralj Hrvatske i Kralj Slavonije король Хорватии и Славонии (с 1868) хорв. Kralj Hrvatske i Slavonije Прочие титулы:апостолический король Венгрии венг. Magyarország apostoli királya император Австрии нем. Kaiser von Österreich король Чехии чеш. Český král, нем. König von Böhmen король Галиции и Лодомерии пол. Król Galicji i Lodomerii, укр. Король Галичини та Володимирії король Ломбардии и Венеции (до 1866) итал. Re di Lombardia e Venezia король Далмации итал. Re di Dalmazia, хорв. Kralj Dalmacije король Иллирии (до 1849) хорв. и словен. Kralj Ilirije президент Германского союза (1850—1866) нем. Präsident des Deutschen Bundes | [ 175 ] [ 176 ] [ 177 ] |
|         | Карло IV (1887—1922) хорв. Karlo IV. венг. IV. Károly нем. Karl I. чеш. Karel III. итал. Carlo I пол. Karol I укр. Карл I                                                                  | 21 ноября 1916  | 29 октября 1918 | Габсбург-Лотарингский дом нем. Habsburg-Lothringen                                                    | король Хорватии и Славонии хорв. Kralj Hrvatske i Slavonije Прочие титулы:апостолический король Венгрии венг. Magyarország apostoli királya император Австрии нем. Kaiser von Österreich король Чехии чеш. Český král, нем. König von Böhmen король Галиции и Лодомерии пол. Król Galicji i Lodomerii, укр. Король Галичини та Володимирії король Далмации итал. Re di Dalmazia, хорв. Kralj Dalmacije | [ 178 ] [ 179 ] [ 180 ] |

## Государство словенцев, хорватов и сербов (1918)
29 октября 1918 года в ходе распада Австро-Венгрии в Загребе Сабор Триединого королевства заявил о разрыве «всех государственно-правовых отношений и связей Королевства Хорватии, Славонии и Далмации» с Австро-Венгерской монархией и «в соответствии с современным принципом национальности на основе национального единства словенцев, хорватов и сербов» провозгласил создание Государства словенцев, хорватов и сербов (словен. Država Slovencev, Hrvatov in Srbov, хорв. Država Slovenaca, Hrvata i Srba, серб. Држава Словенаца, Хрвата и Срба; ГСХС). Ранее, 5 октября, был создан высший орган государственной власти — Народное вече, которому 19 октября Сабор передал функции законодательного органа. После объявления независимости ГСХС Народное вече сделало главной задачей своей деятельности объединение государства с Сербией и Черногорией в федеративное государство. Так, 24 ноября Вече приняло Декларацию об объединении с Сербией (формально Черногория вошла в состав последней только 26 ноября). 1 декабря в Белграде принц Сербии Александр Карагеоргиевич и представители ГСХС провозгласили создание Королевство сербов, хорватов и словенцев.
|        | Портрет | Имя (годы жизни)                                          | Полномочия      | Полномочия     | Партия                               | Наименование должности | Пр.             |
| Начало | Портрет | Имя (годы жизни)                                          | Окончание       |                | Партия                               | Наименование должности | Пр.             |
| ------ | ------- | --------------------------------------------------------- | --------------- | -------------- | ------------------------------------ | --- | --------------- |
| 1      |         | Антон Корошец (1872—1940) словен. Anton Korošec           | 29 октября 1918 | 1 декабря 1918 | Словенская народная партия           | Президент Народного вече словенцев, хорватов и сербов словен. Predsednik Narodnega veča Slovencev, Hrvatov in Srbov, хорв. Predsjednik Narodnog vijeća Slovenaca, Hrvata i Srba, серб. Председник Народног вијећа Словенаца, Хрвата и Срба                       | [ 184 ] [ 185 ] |
| и. о.  |         | Анте Павелич (1869—1938) хорв. Ante Pavelić               | 29 октября 1918 | 1 декабря 1918 | Партия права                         | Заместитель Президента Народного вече словенцев, хорватов и сербов словен. Podpredsednik Narodnega veča Slovencev, Hrvatov in Srbov, хорв. Podpredsjednik Narodnog vijeća Slovenaca, Hrvata i Srba, серб. Подпредседник Народног вијећа Словенаца, Хрвата и Срба | [ 186 ] [ 187 ] |
| и. о.  |         | Светозар Прибичевич (1875—1936) серб. Светозар Прибићевић | 29 октября 1918 | 1 декабря 1918 | Сербская народная независимая партия | Заместитель Президента Народного вече словенцев, хорватов и сербов словен. Podpredsednik Narodnega veča Slovencev, Hrvatov in Srbov, хорв. Podpredsjednik Narodnog vijeća Slovenaca, Hrvata i Srba, серб. Подпредседник Народног вијећа Словенаца, Хрвата и Срба | [ 188 ] [ 189 ] |

## Бановина Хорватия (1939—1941) в составе Королевства Югославия

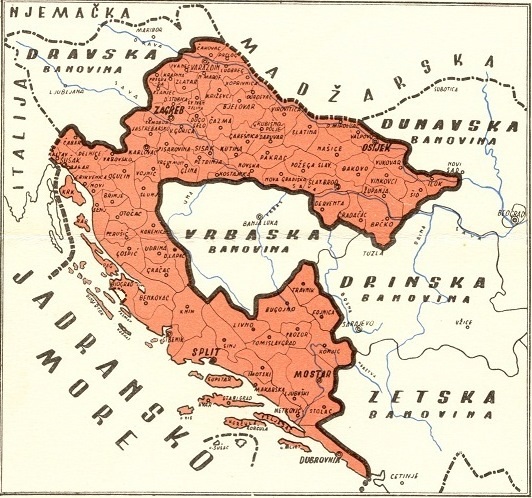
Хорватская бановина

Созданное 1 декабря 1918 года Королевство сербов, хорватов и словенцев (сербохорв. Краљевина Срба, Хрвата и Словенаца / Kraljevina Srba, Hrvata i Slovenaca, словен. Kraljevina Srbov, Hrvatov in Slovencev) (после 4 октября 1929 года — Королевство Югославия (сербохорв. Краљевина Југославија / Kraljevina Jugoslavija, словен. Kraljevina Jugoslavija) являлось унитарным государством. Существовавшие на начальном этапе провинции с собственными правительствами, обладавшими обширными полномочиями во внутренних вопросах, были расформированы к 1925 году. Только по Соглашению Цветковича — Мачека от 26 августа 1939 года о создании Бановины Хорватия (сербохорв. Banovina Hrvatska) эта административная единица, объединившая историческую территорию Хорватии с боснийскими и герцеговинскими землями с преобладанием хорватского населения, получила широкую автономию. В соответствии с соглашением королевское правительство продолжало контролировать вопросы обороны, внутренней безопасности, внешней политики, торговли и транспорта. Избранный Сабор и назначенный короной бан (им стал Иван Шубашич, заместитель президента Хорватской крестьянской партии) получили право самоуправления в остальных вопросах.
10 апреля 1941 года территория бановины вошла в состав Независимого государства Хорватия.
|        | Портрет | Имя (годы жизни)                                 | Полномочия      | Полномочия     | Партия                         | Наименование должности                                 | Пр.             |
| Начало | Портрет | Имя (годы жизни)                                 | Окончание       |                | Партия                         | Наименование должности                                 | Пр.             |
| ------ | ------- | ------------------------------------------------ | --------------- | -------------- | ------------------------------ | ------------------------------------------------------ | --------------- |
| 2      |         | Иван Шубашич (1892—1955) сербохорв. Ivan Šubašić | 26 августа 1939 | 10 апреля 1941 | Хорватская крестьянская партия | Бан Бановины Хорватия сербохорв. Ban Banovine Hrvatske | [ 195 ] [ 196 ] |

## Независимое государство Хорватия (1941—1945)
Независимое государство Хорватия (хорв. Nezavisna Država Hrvatska, НГХ) было провозглашено 10 апреля 1941 года усташами после оккупации и раздела Югославии. Фактически являлось кондоминиумом Германии и Италии в 1941—1943 годах и сателлитом Германии в 1943—1945 годах. В его состав вошла часть современной Хорватии (без Истрии и большей части Далмации, отошедших Италии), а также вся современная Босния и Герцеговина, некоторые районы Словении и Срем. 1 сентября 1943 года Хорватия аннексировала территорию Далмации, ранее оккупированную Италией. Руководителем государства являлся поглавник (хорв. Poglavnik — «вождь», «лидер») усташей Анте Павелич, полномочия которого были не ограничены. С 18 мая 1941 года и до своего отречения 31 июля 1943 года номинальным главой государства являлся король Томислав II.
6 мая 1945 года, когда германская армия ушла с Балкан, Анте Павелич вместе с правительством покинуло Загреб. Вскоре Народно-освободительная армия Югославии под командованием Иосипа Броз Тито установила контроль над всей территорией НГХ.
|        | Портрет | Имя (годы жизни)                                    | Полномочия     | Полномочия     | Партия                                     | Наименование должности                                                                | Пр.             |
| Начало | Портрет | Имя (годы жизни)                                    | Окончание      |                | Партия                                     | Наименование должности                                                                | Пр.             |
| ------ | ------- | --------------------------------------------------- | -------------- | -------------- | ------------------------------------------ | ------------------------------------------------------------------------------------- | --------------- |
| 3      |         | Анте Павелич (1892—1955) хорв. Ante Pavelić         | 10 апреля 1941 | 8 мая 1945     | Усташи — хорватское революционное движение | Поглавник Независимого государства Хорватия хорв. Poglavnik Nezavisne Države Hrvatske | [ 199 ] [ 200 ] |
| и. о.  |         | Славко Кватерник (1878—1947) хорв. Slavko Kvaternik | 10 апреля 1941 | 15 апреля 1941 | Усташи — хорватское революционное движение | Заместитель Поглавника хорв. Zamjenik Poglavnika                                      | [ 201 ] [ 202 ] |
| и. о.  |         | Джюро Кумичич (1887—1975) хорв. Đuro Kumičić        | 6 мая 1945     | 8 мая 1945     | Усташи — хорватское революционное движение | Квестор Хорватского государственного сабора хорв. Kvestor Hrvatskoga državnoga sabora | [ 203 ]         |

## Федеральное государство Хорватия (1944—1946) в составе ДФЮ
29 ноября 1943 года в боснийском городе Яйце на второй сессии Антифашистского вече народного освобождения Югославии (АВНОЮ) было принято решение о строительстве после окончания Второй мировой войны демократического федеративного государства югославских народов под руководством Коммунистической партии Югославии. Были заложены основы федеративного устройства страны из 6 частей (Сербия, Хорватия, Босния и Герцеговина, Словения, Македония и Черногория).
9 мая 1944 года на третьей сессии Земельного антифашистского вече народного освобождения Хорватии было провозглашено Федеральное государство Хорватия (сербохорв. Federalna Država Hrvatska), в противовес коллаборационистскому Независимому государству Хорватия. 7 марта 1945 года в Белграде было сформировано получившее международное признание временное правительство Демократической Федеративной Югославии во главе с Иосипом Броз Тито, в которое вошли и министры по делам каждого из составивших федерацию государств.
29 ноября 1945 года Учредительная скупщина Югославии окончательно ликвидировала монархию и провозгласила Федеративную Народную Республику Югославия, с преобразованием федеральных государств в народные республики, в числе которых была и Хорватия.
|          | Портрет      | Имя (годы жизни)                                     | Полномочия     | Полномочия               | Партия | Наименование должности | Пр.             |
| Начало   | Портрет      | Имя (годы жизни)                                     | Окончание      |                          | Партия | Наименование должности | Пр.             |
| -------- | ------------ | ---------------------------------------------------- | -------------- | ------------------------ | --- | --- | --------------- |
| 4 (I—II) |              | Владимир Назор (1876—1949) сербохорв. Vladimir Nazor | 9 мая 1944     | 24 июля 1945             | Единый народно-освободительный фронт Югославии                                                                   | Президент Президентства Земельного антифашистского вече народного освобождения Хорватии сербохорв. Predsjednik Predsjedništva Zemaljskog antifašističkog vijeća narodnog oslobođenja Hrvatske | [ 209 ] [ 210 ] |
|          | 24 июля 1945 | Владимир Назор (1876—1949) сербохорв. Vladimir Nazor | 31 января 1946 | Народный фронт Югославии | Президент Президентства Народного сабора Хорватии сербохорв. Predsjednik Predsjedništva Narodnog sabora Hrvatske | | [ 209 ] [ 210 ] |

## Народная Республика Хорватия (1946—1963) в составе ФНРЮ
После провозглашения 29 ноября 1945 года Учредительной скупщиной Федеративной Народной Республики Югославия входившие в состав Демократической Федеративной Югославии государства были преобразованы в народные республики, в числе которых была и Народная Республика Хорватия (сербохорв. Narodna Republika Hrvatska). Официально это название было закреплено в конституции Югославии 31 января 1946 года и утверждено Сабором 28 февраля .
При образовании югославской федерации в состав Хорватии вошли Далмация, Меджумурье и Истрия, при этом преобладающие на значительной территории сербы получили статус «государствообразующего народа».
До 6 февраля 1953 года Народную Республику Хорватия возглавлял президент Президиума Сабора (сербохорв. Predsjednik Prezidijuma Sabora), позже полномочия главы государства перешли к президенту Сабора (сербохорв. Predsjednik Sabora). Вступившая в силу 7 апреля 1963 года новая конституция Югославии провозгласила страну социалистическим государством, в соответствии с чем его название было изменено на «Социалистическая Федеративная Республика Югославия», а входившие в её состав республики получили название социалистических, включая Хорватию.
|          | Портрет                                        | Имя (годы жизни)                                         | Полномочия      | Полномочия | Партия                                           | Наименование должности | Пр.             |
| Начало   | Портрет                                        | Имя (годы жизни)                                         | Окончание       | | Партия                                           | Наименование должности | Пр.             |
| -------- | ---------------------------------------------- | -------------------------------------------------------- | --------------- | --- | ------------------------------------------------ | --- | --------------- |
| 4 (II—V) |                                                | Владимир Назор (1876—1949) сербохорв. Vladimir Nazor     | 31 января 1946  | 28 февраля 1946 | Народный фронт Югославии                         | Президент Президентства Народного сабора Хорватии сербохорв. Predsjednik Predsjedništva Narodnog sabora Hrvatske                              | [ 209 ] [ 210 ] |
| 4 (II—V) | 28 февраля 1946                                | Владимир Назор (1876—1949) сербохорв. Vladimir Nazor     | 30 ноября 1946  | Президент Президиума Сабора Народной Республики Хорватия сербохорв. Predsjednik Prezidijuma Sabora Narodne Republike Hrvatske                              | Народный фронт Югославии                         | | [ 209 ] [ 210 ] |
| 4 (II—V) | 30 ноября 1946                                 | Владимир Назор (1876—1949) сербохорв. Vladimir Nazor     | 18 января 1947  | Президент Президиума Учредительного сабора Народной Республики Хорватия сербохорв. Predsjednik Prezidijuma Ustavotvornog sabora Narodne Republike Hrvatske | Народный фронт Югославии                         | | [ 209 ] [ 210 ] |
| 4 (II—V) | 18 января 1947                                 | Владимир Назор (1876—1949) сербохорв. Vladimir Nazor     | 19 июня 1949    | Президент Президиума Сабора Народной Республики Хорватия сербохорв. Predsjednik Prezidijuma Sabora Narodne Republike Hrvatske                              | Народный фронт Югославии                         | | [ 209 ] [ 210 ] |
| и. о.    |                                                | Антун Бабич (?—?) сербохорв. Antun Babić                 | 19 июня 1949    | 15 октября 1949 | Коммунистическая партия Хорватии                 | Заместитель Президента Президиума Сабора Народной Республики Хорватия сербохорв. Potpredsjednik Prezidijuma Sabora Narodne Republike Hrvatske | [ 214 ]         |
| и. о.    | Миле Почуча (1899—1980) сербохорв. Mile Počuča |                                                          | 19 июня 1949    | 15 октября 1949 | Коммунистическая партия Хорватии                 | Заместитель Президента Президиума Сабора Народной Республики Хорватия сербохорв. Potpredsjednik Prezidijuma Sabora Narodne Republike Hrvatske | [ 214 ]         |
| 5        |                                                | Карло Мразович (1902—1987) сербохорв. Karlo Mrazović     | 15 октября 1949 | 18 марта 1952 | Коммунистическая партия Хорватии                 | Президент Президиума Сабора Народной Республики Хорватия сербохорв. Predsjednik Prezidijuma Sabora Narodne Republike Hrvatske                 | [ 215 ]         |
| 6        |                                                | Вицко Крстулович (1905—1988) сербохорв. Vicko Krstulović | 18 марта 1952   | 6 февраля 1953 | Коммунистическая партия Хорватии                 | Президент Президиума Сабора Народной Республики Хорватия сербохорв. Predsjednik Prezidijuma Sabora Narodne Republike Hrvatske                 | [ 216 ] [ 217 ] |
| 7        |                                                | Златан Сремец (1898—1971) сербохорв. Zlatan Sremec       | 6 февраля 1953  | 18 декабря 1953 | Социалистический союз трудового народа Югославии | Президент Сабора Народной Республики Хорватия сербохорв. Predsjednik Sabora Narodne Republike Hrvatske                                        | [ 218 ]         |
| 8        |                                                | Владимир Бакарич (1912—1983) сербохорв. Vladimir Bakarić | 18 декабря 1953 | 7 апреля 1963 | Союз коммунистов Хорватии                        | Президент Сабора Народной Республики Хорватия сербохорв. Predsjednik Sabora Narodne Republike Hrvatske                                        | [ 219 ] [ 220 ] |

## Социалистическая Республика Хорватия (1963—1990) в составе СФРЮ
Вступившая в силу 7 апреля 1963 года новая конституция Югославии провозгласила страну социалистическим государством, в соответствии с чем его название было изменено на «Социалистическую Федеративную Республику Югославия», а входившие в её состав республики получили название социалистических, включая Социалистическую Республику Хорватия (сербохорв. Socijalistička Republika Hrvatska). Официально это название было утверждено Сабором 9 июня. По новой республиканской конституции высший законодательный орган получил название Сабора Социалистической Республики Хорватия (сербохорв. Izvršno veće Sabore Sociјаlističke Republike Hrvatske), название должности его руководителя было сохранено — президент Сабора (сербохорв. Predsjednik Sabora).
25 июля 1990 года название республики было заменено на «Республику Хорватия».
|                                                          | Портрет    | Имя (годы жизни)                                              | Полномочия      | Полномочия | Партия                                 | Наименование должности | Пр.             |
| Начало                                                   | Портрет    | Имя (годы жизни)                                              | Окончание       | | Партия                                 | Наименование должности | Пр.             |
| -------------------------------------------------------- | ---------- | ------------------------------------------------------------- | --------------- | --- | -------------------------------------- | --- | --------------- |
| (8)                                                      |            | Владимир Бакарич (1912—1983) сербохорв. Vladimir Bakarić      | 7 апреля 1963   | 27 июня 1963 | Союз коммунистов Хорватии              | Президент Сабора Социалистической Республики Хорватия сербохорв. Predsjednik Sabora Socijalističke Republike Hrvatske                | [ 219 ] [ 220 ] |
| 9                                                        |            | Иван Краячич (1906—1986) сербохорв. Ivan Krajačić             | 27 июня 1963    | 11 мая 1967 | Союз коммунистов Хорватии              | Президент Сабора Социалистической Республики Хорватия сербохорв. Predsjednik Sabora Socijalističke Republike Hrvatske                | [ 222 ] [ 223 ] |
| 10 (I—II)                                                |            | Яков Блажевич (1912—1996) сербохорв. Jakov Blažević           | 11 мая 1967     | 8 мая 1974 | Союз коммунистов Хорватии              | Президент Сабора Социалистической Республики Хорватия сербохорв. Predsjednik Sabora Socijalističke Republike Hrvatske                | [ 224 ] [ 225 ] |
| 10 (I—II)                                                | 8 мая 1974 | Яков Блажевич (1912—1996) сербохорв. Jakov Blažević           | 10 мая 1982     | Президент Президентства Социалистической Республики Хорватия сербохорв. Predsjednik Predsjedništva Socijalističke Republike Hrvatske | Союз коммунистов Хорватии              | | [ 224 ] [ 225 ] |
| 11                                                       |            | Мариян Цветкович (1920—1990) сербохорв. Marijan Cvetković     | 10 мая 1982     | Президент Президентства Социалистической Республики Хорватия сербохорв. Predsjednik Predsjedništva Socijalističke Republike Hrvatske | Союз коммунистов Хорватии              | 11 мая 1983 | [ 226 ] [ 227 ] |
| 12                                                       |            | Милутин Балтич (1920—2013) сербохорв. Milutin Baltić          | 11 мая 1983     | Президент Президентства Социалистической Республики Хорватия сербохорв. Predsjednik Predsjedništva Socijalističke Republike Hrvatske | Союз коммунистов Хорватии              | 10 мая 1984 | [ 228 ] [ 229 ] |
| 13                                                       |            | Якша Петрич (1922—1993) сербохорв. Jakša Petrić               | 10 мая 1984     | Президент Президентства Социалистической Республики Хорватия сербохорв. Predsjednik Predsjedništva Socijalističke Republike Hrvatske | Союз коммунистов Хорватии              | 10 мая 1985 | [ 214 ]         |
| 14                                                       |            | Перо Цар (1920—1985) сербохорв. Pero Car                      | 10 мая 1985     | Президент Президентства Социалистической Республики Хорватия сербохорв. Predsjednik Predsjedništva Socijalističke Republike Hrvatske | Союз коммунистов Хорватии              | 15 ноября 1985 | [ 230 ]         |
| С 15 ноября по 26 декабря 1985 года — должность вакантна |            |                                                               |                 | |                                        | |                 |
| 15                                                       |            | Эма Дероси-Бьелаяц (1926—2020) сербохорв. Ema Derosi-Bjelajac | 26 декабря 1985 | 9 мая 1986 | Союз коммунистов Хорватии              | Президент Президентства Социалистической Республики Хорватия сербохорв. Predsjednik Predsjedništva Socijalističke Republike Hrvatske | [ 231 ] [ 232 ] |
| 16                                                       |            | Анте Маркович (1924—2011) сербохорв. Ante Marković            | 9 мая 1986      | 9 мая 1988 | Союз коммунистов Хорватии              | Президент Президентства Социалистической Республики Хорватия сербохорв. Predsjednik Predsjedništva Socijalističke Republike Hrvatske | [ 233 ] [ 234 ] |
| 17                                                       |            | Иво Латин (1929—2002) сербохорв. Ivo Latin                    | 9 мая 1988      | 30 мая 1990 | Союз коммунистов Хорватии              | Президент Президентства Социалистической Республики Хорватия сербохорв. Predsjednik Predsjedništva Socijalističke Republike Hrvatske | [ 235 ] [ 236 ] |
| 18 (I)                                                   |            | Франьо Туджман (1922—1999) сербохорв. Franjo Tuđman           | 30 мая 1990     | 25 июля 1990 | Хорватское демократическое содружество | Президент Президентства Социалистической Республики Хорватия сербохорв. Predsjednik Predsjedništva Socijalističke Republike Hrvatske | [ 237 ] [ 238 ] |

## Республика Хорватия (с 1990)
25 июля 1990 года название республики было заменено на Республику Хорватия (хорв. Republika Hrvatska). Был учреждён пост главы страны, им стал президент (хорв. Predsjednik Republike Hrvatske). Произошёл полный переход на использование в официальном документообороте гаевицы (хорватской латиницы), название языка «сербохорватский / хорвато-сербский» стало замещаться на «хорватский» с выделением собственной языковой и литературной нормы. 19 мая 1991 года в Хорватии был проведён референдум о независимости, по результатам которого 25 июня она была провозглашена независимым государством; государственным языком был объявлен хорватский. По Брионскому соглашению Хорватия на три месяца, с 8 июля до 8 декабря, приостановила действие Декларации о независимости, однако это не способствовало снижению напряжённости, возникшей в отношениях с сербским меньшинством, в итоге послужившей толчком к началу полномасштабной войны, завершённой в 1995 году.
После принятия в 2000 году конституционных изменений избранный президент должен оставить членство в политической партии.
|            | Портрет         | Имя (годы жизни)                                                | Полномочия      | Полномочия      | Партия                                                | Выборы        | Наименование должности                                                                     | Пр.             |
| Начало     | Портрет         | Имя (годы жизни)                                                | Окончание       |                 | Партия                                                | Выборы        | Наименование должности                                                                     | Пр.             |
| ---------- | --------------- | --------------------------------------------------------------- | --------------- | --------------- | ----------------------------------------------------- | ------------- | ------------------------------------------------------------------------------------------ | --------------- |
| 18 (II—IV) |                 | Франьо Туджман (1922—1999) хорв. Franjo Tuđman                  | 25 июля 1990    | 12 августа 1992 | Хорватское демократическое содружество                | [ комм. 139 ] | Президент Республики Хорватия хорв. Predsjednik Republike Hrvatske                         | [ 237 ] [ 238 ] |
| 18 (II—IV) | 12 августа 1992 | Франьо Туджман (1922—1999) хорв. Franjo Tuđman                  | 5 августа 1997  | 1992            | Хорватское демократическое содружество                |               | Президент Республики Хорватия хорв. Predsjednik Republike Hrvatske                         | [ 237 ] [ 238 ] |
| 18 (II—IV) | 5 августа 1997  | Франьо Туджман (1922—1999) хорв. Franjo Tuđman                  | 10 декабря 1999 | 1997            | Хорватское демократическое содружество                |               | Президент Республики Хорватия хорв. Predsjednik Republike Hrvatske                         | [ 237 ] [ 238 ] |
| и. о.      |                 | Влатко Павлетич (1930—2007) хорв. Vlatko Pavletić               | 26 ноября 1999  | 10 декабря 1999 | Хорватское демократическое содружество                | [ комм. 141 ] | Президент Хорватского государственного сабора хорв. Predsjednik Hrvatskoga državnog sabora | [ 245 ] [ 246 ] |
| и. о.      | 10 декабря 1999 | Влатко Павлетич (1930—2007) хорв. Vlatko Pavletić               | 2 февраля 2000  | [ комм. 142 ]   | Хорватское демократическое содружество                |               | Президент Хорватского государственного сабора хорв. Predsjednik Hrvatskoga državnog sabora | [ 245 ] [ 246 ] |
| и. о.      |                 | Златко Томчич (1945—) хорв. Zlatko Tomčić                       | 2 февраля 2000  | 18 февраля 2000 | Хорватская крестьянская партия                        | [ комм. 142 ] | Президент Хорватского государственного сабора хорв. Predsjednik Hrvatskoga državnog sabora | [ 247 ] [ 248 ] |
| 19 (I—II)  |                 | Стьепан Месич (1934—) хорв. Stjepan Mesić                       | 19 февраля 2000 | 18 февраля 2005 | Хорватская народная партия → беспартийный             | 2000          | Президент Республики Хорватия хорв. Predsjednik Republike Hrvatske                         | [ 249 ] [ 250 ] |
| 19 (I—II)  | 19 февраля 2005 | Стьепан Месич (1934—) хорв. Stjepan Mesić                       | 18 февраля 2010 | 2005            | Хорватская народная партия → беспартийный             |               | Президент Республики Хорватия хорв. Predsjednik Republike Hrvatske                         | [ 249 ] [ 250 ] |
| 20         |                 | Иво Йосипович (1957—) хорв. Ivo Josipović                       | 19 февраля 2010 | 18 февраля 2015 | Социал-демократическая партия Хорватии → беспартийный | 2009—2010     | Президент Республики Хорватия хорв. Predsjednik Republike Hrvatske                         | [ 251 ] [ 252 ] |
| 21         |                 | Колинда Грабар-Китарович (1968—) хорв. Kolinda Grabar-Kitarović | 19 февраля 2015 | 18 февраля 2020 | Хорватское демократическое содружество → беспартийный | 2014—2015     | Президент Республики Хорватия хорв. Predsjednica Republike Hrvatske                        | [ 253 ] [ 254 ] |
| 22 (I—II)  |                 | Зоран Миланович (1966—) хорв. Zoran Milanović                   | 19 февраля 2020 | 18 февраля 2025 | Социал-демократическая партия Хорватии → беспартийный | 2019—2020     | Президент Республики Хорватия хорв. Predsjednik Republike Hrvatske                         | [ 255 ] [ 256 ] |
| 22 (I—II)  | 19 февраля 2025 | Зоран Миланович (1966—) хорв. Zoran Milanović                   | действующий     | 2024—2025       | Социал-демократическая партия Хорватии → беспартийный |               | Президент Республики Хорватия хорв. Predsjednik Republike Hrvatske                         | [ 255 ] [ 256 ] |

## Хорватская государственность в Боснии и Герцеговине (1991—1996)
Созданное в 1991 году Хорватское содружество Герцег-Босна, трансформированное в 1993 году в Хорватскую Республику Герцег-Босна, в программных документах или законодательных актах не ставило целью разделение Боснии и Герцеговины, в целом выступая за формирование федерации трёх республик по одной на каждый государствообразующий народ (сербов, хорватов и боснийцев).

### Хорватское содружество Герцег-Босна (1991—1993)
18 ноября 1991 года партия Хорватское демократическое содружество Боснии и Герцеговины провозгласила Хорватское содружество Герцег-Босна (хорв. Hrvatske zajednice Herceg-Bosne) как отдельную «политическую, культурную, экономическую и территориальную целостность». Президентом Содружества (хорв. Predsjednik Hrvatske zajednice Herceg-Bosne) стал лидер партии Мате Бобан. 8 апреля 1992 года, на следующий день после провозглашения независимости Республики Сербского Народа Боснии и Герцеговины, был создан Хорватский совет обороны (хорв. Hrvatsko Vijeće Obrane), исполнительный и военный орган Содружества.
28 августа 1993 года Содружество было трансформировано в Хорватскую республику Герцег-Босна.
|        | Портрет | Имя (годы жизни)                        | Полномочия     | Полномочия      | Партия                                                      | Наименование должности                                                                           | Пр.             |
| Начало | Портрет | Имя (годы жизни)                        | Окончание      |                 | Партия                                                      | Наименование должности                                                                           | Пр.             |
| ------ | ------- | --------------------------------------- | -------------- | --------------- | ----------------------------------------------------------- | ------------------------------------------------------------------------------------------------ | --------------- |
| 1      |         | Мате Бобан (1940—1997) хорв. Mate Boban | 18 ноября 1991 | 28 августа 1993 | Хорватское демократическое содружество Боснии и Герцеговины | Президент Хорватского содружества Герцег-Босна хорв. Predsjednik Hrvatske zajednice Herceg-Bosne | [ 262 ] [ 263 ] |

### Хорватская республика Герцег-Босна (1993—1996)
28 августа 1993 года провозглашена Хорватская республика Герцег-Босна (хорв. Hrvatska Republika Herceg-Bosna), её первым президентом стал Мате Бобан.
18 марта 1994 года было подписано Вашингтонское соглашение о прекращении огня между Герцег-Босной и Республикой Босния и Герцеговина, по которому на контролируемых сторонами территориях создавалась Федерация Боснии и Герцеговины, состоящая из 10 кантонов, организованных так, чтобы предотвратить преимущество какой-либо этнической группы.
Полностью полномочия правительства республики были переданы Федерации 15 августа, а 17 декабря республика была формально расформирована.
|        | Портрет | Имя (годы жизни)                            | Полномочия      | Полномочия      | Партия                                                      | Наименование должности | Пр.             |
| Начало | Портрет | Имя (годы жизни)                            | Окончание       |                 | Партия                                                      | Наименование должности | Пр.             |
| ------ | ------- | ------------------------------------------- | --------------- | --------------- | ----------------------------------------------------------- | --- | --------------- |
| (1)    |         | Мате Бобан (1940—1997) хорв. Mate Boban     | 28 августа 1993 | 16 февраля 1994 | Хорватское демократическое содружество Боснии и Герцеговины | Президент Хорватской республики Герцег-Босна хорв. Predsjednik Hrvatske Republike Herceg-Bosne                                            | [ 262 ] [ 263 ] |
| 2      |         | Крешимир Зубак (1947—) хорв. Krešimir Zubak | 16 февраля 1994 | 17 декабря 1996 | Хорватское демократическое содружество Боснии и Герцеговины | Президент Президентского вече Хорватской республики Герцег-Босна хорв. Predsjednik Predsjedničkoga vijeća Hrvatske Republike Herceg-Bosne | [ 265 ] [ 266 ] |
| и. о.  |         | Иван Бендер (1947—) хорв. Ivan Bender       | 1 июня 1994     | 17 декабря 1996 | Хорватское демократическое содружество Боснии и Герцеговины | Президент Президентского вече Хорватской республики Герцег-Босна хорв. Predsjednik Predsjedničkoga vijeća Hrvatske Republike Herceg-Bosne | [ 214 ]         |